# 고대디
고대디(영어: GoDaddy)는 미국 애리조나주 템피에 본사를 두고 델라웨어에 법인을 둔 미국의 공개 거래 인터넷 도메인 등록 기관, 도메인 등록 기관 및 웹 호스팅 회사이다. 2023년 현재 고대디는 등록된 도메인이 6,200만 개 이상인 시장 점유율 기준 세계 5위의 웹 호스트이다. 이 회사는 전 세계적으로 약 2,100만 명의 고객과 6,900명 이상의 직원을 보유하고 있다.

## 같이 보기
- 웹사이트
- 인터넷 호스팅 서비스
- 구글